# Хрушевлє
Хрушевлє (словен. Hruševlje) — поселення в общині Брда, Регіон Горишка, Словенія. Висота над рівнем моря: 132,8 м.